# Trofeo Masferrer
El Trofeo Masferrer era una clásica ciclista que se celebraba anualmente en Gerona, España, en honor de Narciso Masferrer, fundador del diario Mundo Deportivo.
Se disputó ininterrumpidamente desde el año en que nació en 1932 hasta 1994, con el único paréntesis de la Guerra civil española y de los años 1948, 1961, 1962 y 1982. 
El ciclista que ha inscrito en mayor número de ocasiones su nombre en el palmarés es Txomin Perurena, con tres victorias, le siguen con dos, Jaime Alomar, Mariano Cañardo, Gabriel Company Bauzà, Miguel Gual, Francisco Masip Llop, Fernando Murcia, Antonio Andrés Sancho y Dino Zandegu.

## Palmarés
| Año       | Ganador                    | Segundo                      | Tercero                      |
| --------- | -------------------------- | ---------------------------- | ---------------------------- |
| 1932      | Mariano Cañardo            | Josep Campamà                | Ricardo Ferrando             |
| 1933      | Mariano Cañardo            | Isidre Figueras              | Antonio Escuriet             |
| 1934      | Isidre Figueras            | José Nicolau                 | Enrique Cortés               |
| 1935      | Luigi Ferrando             | Antonio Destrieux            | Vicente Trueba               |
| 1936      | Antonio Prior              | Mariano Cañardo              | Juan Mayol                   |
| 1937-1939 |                            |                              |                              |
| 1940      | Antonio Andrés Sancho      | Juan Gimeno                  | Fernando Murcia              |
| 1941      | Fernando Murcia            | Antonio Andrés Sancho        | Delio Rodríguez              |
| 1942      | Fernando Murcia            | Martin Mancisidor            | Antonio Andrés Sancho        |
| 1943      | Julián Berrendero          | Antonio Andrés Sancho        | Delio Rodríguez              |
| 1944      | Antonio Andrés Sancho      | Martín Mancisidor            | Fernando Murcia              |
| 1945      | Enric Armengol             |                              |                              |
| 1946      | Miguel Gual                | Victorio Ruiz                | José Escolano                |
| 1947      | Miguel Gual                | Dalmacio Langarica           | Joaquín Olmos                |
| 1948      | No se disputó              | No se disputó                | No se disputó                |
| 1949      | Miguel Bover               | Emilio Rodríguez             | Bernardo Ruiz                |
| 1950      | Francisco Masip Llop       | José Vidal Porcar            | Antonio Gelabert             |
| 1951      | Manuel Rodríguez Barros    | Miguel Poblet                | Bernardo Ruiz                |
| 1952      | Francisco Alomar           | Bernardo Capó                | Joan Escolà                  |
| 1953      | Hortensio Vidaurreta       | Vicente Iturat               | Bernardo Ruiz                |
| 1954      | Miguel Poblet              | Miguel Bover                 | Manuel Rodríguez Barros      |
| 1955      | Gabriel Company            | Vicente Iturat               | Francisco Masip Llop         |
| 1956      | Francisco Masip Llop       | Antonio Bertrán              | Juan Campillo                |
| 1957      | Vicente Iturat             | Juan Crespo                  | Francisco Moreno Martínez    |
| 1958      | Juan Crespo                | Gabriel Company              | Fernando Manzaneque          |
| 1959      | Gabriel Company            | Antonio Karmany              | Miguel Pacheco               |
| 1960      | Francisco Moreno Martínez  | Gabriel Mas                  | Anicet Utset                 |
| 1961-1962 | No se disputó              | No se disputó                | No se disputó                |
| 1963      | Adolf de Waele             | Sebastián Elorza             | Ramón Mendiburu              |
| 1964      | Jaime Alomar               | Antonio Gómez del Moral      | Eusebio Vélez                |
| 1965      | Antonio Bertrán            | Francesc Tortellà Rebassa    | Rafael Carrasco Guerra       |
| 1966      | Manuel Martín Piñera       | Esteban Martín Jiménez       | José Manuel Lasa Urquía      |
| 1967      | Jaime Alomar               | José Pérez Francés           | Txomin Perurena              |
| 1968      | Dino Zandegu               | José Samyn                   | Bruno Mealli                 |
| 1969      | Dino Zandegu               | Antonio Gómez del Moral      | Cipriano Chemello            |
| 1970      | Ramón Sáez                 | Franco Bitossi               | Marc Sohet                   |
| 1971      | Txomin Perurena            | Ramón Sáez                   | Marc Sohet                   |
| 1972      | Francisco Galdós           | Santiago Lazcano             | José Luis Abilleira          |
| 1973      | Javier Francisco Elorriaga | José Gómez Lucas             | Germán Martín Sáez           |
| 1974      | Txomin Perurena            | Andrés Oliva Sánchez         | Javier Francisco Elorriaga   |
| 1975      | Txomin Perurena            | Javier Francisco Elorriaga   | Eddy Peelman                 |
| 1976      | Félix Suárez Colomo        | Josef Fuchs                  | Custodio Mazuela Castillo    |
| 1977      | José Luis Viejo            | José Manuel García Rodríguez | Pedro Vilardebo              |
| 1978      | Miguel Mari Lasa           | Jesús Suárez Cuevas          | Pedro Torres Cruces          |
| 1979      | Antoine Gutierrez          | Rafael Ladrón de Guevara     | Salvador Gálvez Massó        |
| 1980      | Juan Martín Ocaña          | Lorenzo Vidal                | Jesús Suárez Cuevas          |
| 1981      | Daniel Gisiger             | Vicente Belda                | José Luis Rodríguez Inguanzo |
| 1982      | Pedro Muñoz Machín         | Antonio Coll                 | Vicente Belda                |
| 1983      | Julián Gorospe             | Angel Ocaña                  | Miguel Ángel Iglesias        |
| 1984      | Alberto Fernández Blanco   | Jesús Suárez Cuevas          | Miguel Ángel Iglesias        |
| 1985      | Noel Dejonckheere          | Alfonso Gutiérrez            | Jesús Suárez Cuevas          |
| 1986      | Antonio Esparza            | Noel Dejonckheere            | José Luis Laguía             |
| 1987      | Roberto Córdoba            | Rubén Gorospe                | Mathieu Hermans              |
| 1988      | Mathieu Hermans            | Antonio Esparza              | Miguel Ángel Iglesias        |
| 1989      | Casimiro Moreda            | Marino Alonso Monje          | Álvaro Mejía                 |
| 1990      | Enrique Aja                | Neil Stephens                | Edgar Corredor               |
| 1991      | Malcolm Elliott            | Americo Silva Neves          | Julio César Ortegón Luque    |
| 1992      | Mario Manzoni              | Mathieu Hermans              | Kenneth Weltz                |
| 1993      | José Rodríguez García      | Alfonso Gutiérrez            | Asiat Saitov                 |
| 1994      | Ángel Edo                  | Asiate Saitov                | Davide Bramati               |